# Mirador, Maranhão
Mirador este un oraș în unitatea federativă Maranhão (MA), Brazilia.